# 沃氏水狼牙魚
沃氏水狼牙魚又可名华莱士氏水狼脂鲤，為輻鰭魚綱脂鯉目脂鯉亞目狼牙脂鯉科的其中一個種，分布於南美洲奧里諾科河上游及黑河流域，體長可達33.5公分，棲息在河川底中層水域，生活習性不明。